# 에번 부치
에번 부치(영어: Evan Vucci, 1977년 6월 15일~)는 미국의 사진 기자이다. 워싱턴 DC에 있는 미국연합통신의 수석 사진 작가로 활동 중이다. 전 세계적으로 정사진과 비디오 프로젝트를 촬영하고 제작하며, 워싱턴 DC 기반 스포츠, 미군, 미국 정치를 포함한 다양한 주제에 대해 촬영하고 제작하는 일을 한다.